# Witch Hammer
Witch Hammer je česká heavy metalová skupina z Jablunkova, založená v roce 1999.

## Historie
Heavy metalová skupina Witch Hammer vznikla 1. září 1999 v Jablunkově v sestavě: Jan Šotkovský – zpěv, Oldřich Volný – kytara, Petr Caputa – baskytara a Daniel Bielesz – bicí.
Skupina začala hrát první převzaté písně jako Smoke on the water (Deep Purple), Living after midnight (Judas Priest) nebo Paranoid a Never say die (Black Sabbath). První vystoupení si skupina odbyla 20. května 2000 v Rock cafe Jablunkov, jako předkapela skupiny Bidon. Ve skupině přibyly sólová kytara, které se ujal zpěvák Jan Šotkovský. Vznikl první pokus o vlastní píseň, nazvanou Ripper. S kapelou Bidon skupina opět vystoupila v Rock cafe Jablunkov a účastnila se setkání muzikantů v Jasení. Po dalších několika vystoupeních v Rock cafe skupina hrála také na Moto weekendu ve Vendryni, Na Fleshfestu v Českém Těšíně atd.
Na podzim roku 2001 skupina nahrála svou první demonahrávku v Třineckém Bluestudiu. Demo neslo název Tears Of the Witch a obsahovalo 4 vlastní skladby skupiny (Into the night, Dark dream, Raising hell a Witch hammer). Na začátku roku 2002 došlo ve skupině k zásadní změně v sestavě. Po hudebních neshodách odešel bubeník Daniel Bielesz a na jeho místo přišel Robert Mišun ze skupiny Dement School. V nové sestavě se skupina poprvé prezentovala v bystřickém Q – Klubu. V nové sestavě vznikly také nové skladby: Powerman, Running out of time a Symphony. Některé z těchto písní jsou zvěčněny na druhé demonahrávce kapely s názvem Heavy metal resurrection (konkrétně Powerman, Running out of time). V nezměněné sestavě kapela koncertovala po českých, moravských a slezských luzích a hájích a odbyla si i první zahraniční koncerty, a to v sousedním Polsku. Ujala se také role předkapely českých a slovenských stálic jako Aleš Brichta, Doga nebo Tublatanka a sbírala tak potřebné koncertní zkušenosti. V posledním týdnu roku 2003 nahrála kapela v pořadí už třetí demo s prostým, leč výmluvným názvem Promo 2004. Dvě písně nahrané na tomto demu (Peace of eternity a Noise of thunder) zaujaly porotu soutěže Jim Beam Music natolik, že se kapela probojovala až do semifinále této soutěže. Z této soutěže si kapela odnesla sympatie hudebního producenta a porotce Jana P. Muchowa, který umístil skladbu Peace of eternity do slovenského celovečerního filmu O dve slabiky pozadu. Kapela byla hostem moderátora Radima Koziela v pořadu s názvem Metalhey!, vysílaného na rádiu Hey.
Witch Hammer– aktuální sestava
- Jan Šotkovský – zpěv;
- Petr Caputa – baskytara;
- Vojta Chobot – kytara;
- David Janáček – bicí.

Witch Hammer – bývalí členové:
- Oldřich Volný – kytara;
- Robert Mišun – bicí.